# Pristimantis xestus
Pristimantis xestus é uma espécie de anfíbio  da família Craugastoridae.
É endémica de Colômbia.
Os seus habitats naturais são: campos rupestres subtropicais ou tropicais.